# Saltator similis
Saltator similis là một loài chim trong họ Thraupidae.